# Gossip (album)
Pour les articles homonymes, voir Gossip.
Albums de Rockstar Steady (Nanase Aikawa)
Reborn
(2009) Konjiki
(2013)
Singles
Gossip est le 8e album de Nanase Aikawa et le 1er sous le nom Rockstar Steady, sorti sous le label Avex Trax le 16 février 2011 au Japon. Il atteint la 140e place du classement de l'Oricon et reste classé pendant une semaine.

## Liste des titres
| 1.  | Get Mad                                     |  |
| 2.  | Black Butterfly                             |  |
| 3.  | A Boy Like Her                              |  |
| 4.  | Gossip                                      |  |
| 5.  | Take Me Away                                |  |
| 6.  | Crystal Heart                               |  |
| 7.  | P・A・R・T・Y                               |  |
| 8.  | Girl Friend                                 |  |
| 9.  | Fine Fine Day                               |  |
| 10. | Hitotsu ni Natte (ひとつになって)           |  |
| 11. | Hero ~Holding Out For A Hero~ (Bonus track) |  |

| 1. | Fine Fine Day (PV)  |  |
| 2. | ~Gossip~ (Off Shot) |  |